# Calvin Dill
Calvin Dill (Calvin Leroy Dill; * 4. September 1955) ist ein ehemaliger bermudischer Sprinter.
1974 schied er bei den British Commonwealth Games in Christchurch über 100 m im Vorlauf und über 200 m im Halbfinale aus.
Bei den Olympischen Spielen 1976 in Montreal erreichte er über 200 m das Viertelfinale und in der 4-mal-100-Meter-Staffel das Halbfinale.
1978 wurde er bei den Commonwealth Games in Edmonton jeweils Achter über 200 m und in der 4-mal-100-Meter-Staffel. Über 100 m gelangte er ins Halbfinale.

## Persönliche Bestzeiten
- 100 m: 10,28 s, 3. Juni 1977, Champaign
- 200 m: 20,58 s, 4. Juni 1977, Champaign